# RKC Waalwijk
RKC Waalwijk is een Nederlandse voetbalclub uit Waalwijk. Sinds 1984 speelt de club in het Nederlands betaald voetbal. RKC Waalwijk speelt in een geel shirts met blauwe broek. De club speelt zijn thuiswedstrijden in het Mandemakers Stadion. Tot en met 1996 stond op dezelfde plek Sportpark Olympia. De club speelt vanaf seizoen 2025/2026 in de Eerste Divisie, de op één na hoogste divisie van Nederland.

## Geschiedenis

### Amateurtijd
De club ontstond in 1940 onder de naam Rooms Katholieke Combinatie (RKC) door het samengaan van Hercules Excelsior Combinatie (HEC), de Waalwijkse Voetbalvereniging Besoijen (WVB) en de Waalwijkse Voetbalvereniging Hercules (Hercules). Bij de invoering van het betaald voetbal in 1954 was de club nog geen hoogvlieger en bleef RKC een amateurclub. In de loop der jaren wist RKC zich langzaam op te werken naar de top van het amateurvoetbal, wat tweemaal resulteerde in het algehele landskampioenschap bij de amateurs. In 1981 werd er gewonnen van DOS Kampen, in 1982 pakte RKC de titel door IJsselmeervogels te verslaan.

### Eerste divisie
Als gevolg van die resultaten kon RKC in de Eerste divisie 1984/85 toetreden tot het betaald voetbal. Onder leiding van voorzitter Harder, bestuurslid technische zaken Kipping en trainer Leen Looijen werden naast een aantal spelers uit de amateurgelederen (onder andere Leon Hutten en Janus van Gelder) ook een aantal transfervrije spelers (onder andere Anton Joore, Leo van Veen, Adrie Bogers, John Lammers, Peter Bosz en Ad van de Wiel) naar Waalwijk gehaald. De enige aankoop van elders was Marcel Brands die van FC Den Bosch kwam. De eerste wedstrijd in het betaalde voetbal werd met behulp van een doelpunt van Van de Wiel thuis gelijkgespeeld tegen Willem II. In het debuutjaar draaide RKC met de bovensten mee en werd het vijfde. Hiermee werd de nacompetitie behaald. De twee daaropvolgende seizoenen werd RKC derde en vierde, ook met het behalen van de nacompetitie als resultaat. In 1987/88 werd RKC met spelers als Van de Wiel, Bosz en Brands kampioen en promoveerde het naar de Eredivisie.

### Eredivisie
Na de promotie vertrokken Brands, Bosz en trainer Leo van Veen bij de club. Ger Blok werd de nieuwe trainer en de spelers Hoekstra en Teeuwen werden gehaald. Het eerste half jaar in de Eredivisie ging moeizaam, waardoor trainer Blok werd ontslagen. Trainer Van Veen werd weer aangesteld en RKC behaalde in zijn debuutjaar in de Eredivisie nog een elfde plaats. Het seizoen 1989/90 startte goed. Na een aantal gespeelde wedstrijden stond RKC op de eerste plaats in de Eredivisie. Lang deed RKC mee voor Europees voetbal, maar de Waalwijkse club werd uiteindelijk achtste.
Voor het seizoen 1990/91 werd Marco Boogers gehaald. Ook kwam Brands terug naar Waalwijk. RKC werd na zeven jaar in het betaalde voetbal zevende in de Eredivisie.
Een zwarte bladzijde in de clubhistorie was de FIOD-affaire in 1991. De fiscale opsporingsdienst ontdekte een zwartgeldcircuit. Trainer Van Veen en bestuurslid Piet Kipping werden gestraft voor hun aandeel in deze affaire. Kipping was meer dan dertig jaar actief voor RKC. Hij kreeg een taakstraf van 240 uur dienstverlening bij een dierenasiel. Na de FIOD-inval werd de amateuristische werkwijze omgebogen in een professionele organisatie.
Ondanks de onrust op de club speelde RKC weer lang mee om Europees voetbal, maar een blessure van topscorer Harry Decheiver gooide roet in het eten. RKC eindigde het seizoen 1991/92 als tiende. Als gevolg van dat FIOD-inval kreeg RKC voor het seizoen 1992/93 pas een licentie toen een groot deel van de selectie werd verkocht.
Onder leiding van de nieuwe trainer Hans Verèl haalde RKC voor de winterstop zes punten. Hierna werd Verèl vervangen door Bert Jacobs en werd Giovanni van Bronckhorst van Feyenoord gehuurd. Hierdoor werd rechtstreekse degradatie vermeden. Wel moest RKC nacompetitie spelen, die de club overleefde.
Voor aanvang van het seizoen 1996/97 werd 'Waalwijk' aan de clubnaam toegevoegd. In de hoogste klasse van het Nederlandse voetbal werd RKC Waalwijk een middenmoter, die wel een aantal keer in degradatiegevaar kwam, maar het toch negentien jaar volhield in de Eredivisie.

### Pendelen tussen Eerste divisie en Eredivisie

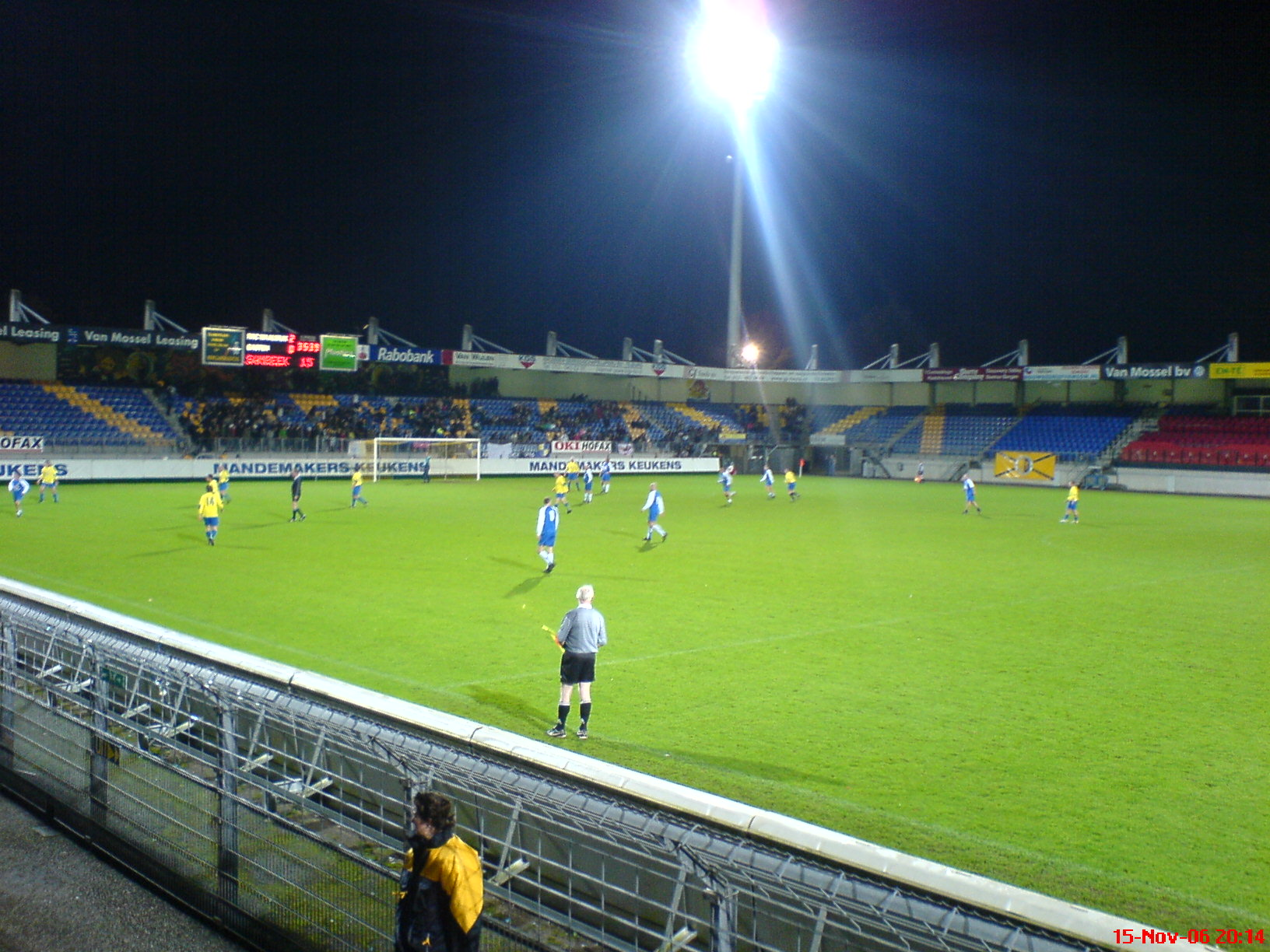
Voetbalstadion van RKC Waalwijk

In het seizoen 2006/07 degradeerde RKC naar de Eerste divisie nadat het een beslissingswedstrijd tegen VVV-Venlo om promotie/degradatie verloor met 3-0.
Op 7 juni 2007 werd Željko Petrović aangesteld als nieuwe trainer. Dat seizoen miste RKC op doelsaldo rechtstreekse promotie naar de Eredivisie.
In 2008 werd Ruud Brood de nieuwe trainer. Hij tekende een contract voor twee seizoenen. In het seizoen 2008/09 promoveerde RKC terug naar het hoogste niveau nadat het De Graafschap door een doelpunt van Benjamin De Ceulaer met 1-0 versloeg in de play-offs om promotie/degradatie. In het seizoen 2009/10 won RKC vijf wedstrijden. In totaal behaalde de club vijftien punten en eindigde ze als laatste in de Eredivisie, waardoor de club rechtstreeks degradeerde naar de Eerste divisie.
In het seizoen 2010/11 wist RKC Waalwijk, na een jaar afwezigheid, te promoveren naar de Eredivisie, na het behalen van het kampioenschap in de Eerste divisie, voor de tweede maal in de geschiedenis van de club. Het haalde direct de play-offs voor Europees voetbal en eindigde het seizoen officieel op de zevende plaats. Aan het eind van het seizoen 2011/12 maakte Brood bekend dat hij overstapte naar Roda JC Kerkrade.
In april 2012 werd Erwin Koeman aangetrokken als trainer. Hij tekende een contract tot de zomer van 2014. Onder hem eindigde de club in het seizoen 2012/13 in de Eredivisie op de veertiende plaats. In het seizoen 2013/14 behaalde RKC de zestiende plaats en moest het de promotie/degradatie-play-offs spelen.
In april 2013 maakte algemeen directeur Joost de Wit bekend dat hij RKC zou verlaten en naar Vitesse zou overstappen. De Wit werd opgevolgd door de dan 30-jarige Remco Oversier, die al hoofd jeugdopleiding van de Regionale Jeugdopleiding Willem II/RKC was.
Op zondag 18 mei 2014 degradeerde RKC na drie jaar in de Eredivisie te hebben gebivakkeerd weer naar de Eerste divisie, nadat het in de play-offs over twee duels verloor van Excelsior (2-0 en 2-2).

### Eerste divisie met minimale middelen
Voor het seizoen 2014/15 trok RKC de 57-jarige Martin Koopman uit Diepenveen aan als hoofdtrainer. Aan het begin van het seizoen kwam RKC in ernstige financiële nood. De gemeente zegde toe de huur te verlagen voor de club zolang deze in de Eerste divisie speelde. Door een verschil van mening met de directie over het perspectief van de club vertrok Koopman in februari 2015 per direct bij RKC. De club stond op dat moment op de laatste plaats en had door de acute financiële problemen veel spelers in de zomer moeten verkopen. Hij werd vervangen door Peter van den Berg, oud-speler van RKC en op dat moment jeugdtrainer bij Sparta Rotterdam. Uiteindelijk werd RKC dat seizoen alsnog laatste in de eindstand. Ook in het seizoen 2015/16 speelde RKC geen rol van betekenis in de Eerste divisie en eindigde het als achttiende en een-na-laatste.
In het najaar van 2016 werd een oplossing gevonden voor de schuld van RKC Waalwijk in de verkoop van het stadion en de bijbehorende lening aan projectontwikkelaar PPO. Hieraan gekoppeld liet een verzameling investeerders een geldvordering van ruim €2.000.000,- vallen. Op deze manier werkte RKC Waalwijk in één keer een schuld van ongeveer €5.000.000,- weg. Dat seizoen behaalde RKC de tiende plaats en deed ze daarmee voor het eerst mee in de play-offs sinds de club de Eerste divisie betrad in 2014. In de eerste ronde ging RKC echter onderuit tegen FC Emmen (2-5 over twee wedstrijden) en bleef zodoende in de Eerste divisie. In het seizoen 2017/18 eindigde RKC kleurloos op de achttiendee plaats. Aan het begin van het seizoen stopte Remco Oversier als algemeen directeur bij RKC en werd hij vervangen door de toen 33-jarige Frank van Mosselveld. Halverwege het seizoen werd Van den Berg ontslagen als trainer  en vervangen door Hans de Koning. De Koning tekende een contract voor een halfjaar tot het einde van het seizoen en vertrok in de zomer weer na het teleurstellende seizoen. Voor het seizoen 2018/19 ging RKC op zoek naar een nieuwe trainer en vond deze pas laat in de zomer, toen de voorbereiding al was begonnen, in de persoon van Fred Grim.

### Terug naar de Eredivisie
In de winterstop van het seizoen 2018/19 werd bekend dat Frenkie de Jong voor een bedrag van €75.000.000,- van Ajax naar FC Barcelona zou gaan. RKC kreeg een bedrag van bijna €5.000.000,- voor de tijd die De Jong doorbracht in de gezamenlijke opleiding van RKC en Willem II. Later werd bekend dat RKC dit bedrag onder andere zou gebruiken om weer een natuurgrasveld aan te leggen in het Mandemakers Stadion. Aan het einde van het seizoen 2018/19 eindigde RKC op de achtste plaats en mocht zo voor de tweede keer sinds de degradatie in 2014 meedoen aan play-offs voor promotie. In de eerste ronde werd met NEC afgerekend, waarna RKC Excelsior uit de Eredivisie liet degraderen. In de finaleronde speelde RKC tegen Go Ahead Eagles. Na een 0-0 gelijkspel in eigen huis werd het 4-5 in Deventer, waardoor RKC na vijf jaar afwezigheid weer terugkeerde in de eredivisie. Door de beslissing van de KNVB om de competitie niet uit te spelen vanwege de coronapandemie en geen clubs te laten degraderen, bleef RKC ook na het seizoen 2019/20 in de Eredivisie ondanks een 18e plaats. In het daaropvolgende seizoen 2020/21 werd vervolgens wel op eigen kracht handhaving bereikt door op de 15e plaats te eindigen. Mede door de succesvolle promotie en handhaving was er interesse in de trainer Fred Grim vanuit Willem II en Grim maakte de overstap aan het begin van de zomer 2021.
Als vervanger werd gekozen voor Joseph Oosting, op dat moment assistent-trainer van Vitesse. Onder Oosting beleefde RKC twee uitstekende seizoenen en nestelde de ploeg zich stevig in de middenmoot van de eredivisie met een 10e en 9e plaats in de seizoenen 2021/22 en 2022/23 respectievelijk. Wederom zorgde de successen voor grote interesse in de trainer en Oosting tekende in april 2023 een contract bij FC Twente. Henk Fraser volgde hem op en tekende een contract voor twee seizoenen vanaf de zomer 2023. 

## Erelijst
Eerste Divisie
Kampioen 1988, 2011
Promotie naar Eredivisie via play-offs in 2009, 2019
Algeheel amateurkampioenschap van Nederland
Kampioen 1981, 1982
Zondag Hoofdklasse C
Kampioen 1981, 1982
Promotie naar Eerste Divisie in 1984
Zondag 1ste Klasse
Promotie naar Hoofdklasse in 1974
Zondag 2de Klasse
Kampioen in 1964, 1967
Zondag 3de Klasse
Kampioen in 1942, 1963

## Organisatie
| Nat.                    | Naam                  | Functie               | Sinds |
| ----------------------- | --------------------- | --------------------- | ----- |
| Raad van Commissarissen |                       |                       |       |
| Vlag van Nederland      | Peter Konijnenburg    | Voorzitter            |       |
| Vlag van Nederland      | Sander van Delft      | Lid                   |       |
| Vlag van Nederland      | Stefan van Hulten     | Lid                   |       |
| Vlag van Nederland      | Stefan Mandemakers    | Lid                   |       |
| Directie                |                       |                       |       |
| Vlag van Nederland      | Willem van der Linden | Algemeen Directeur    | 2024  |
| Vlag van Nederland      | Bernard Schuiteman    | Technisch Directeur   | 2025  |
| Vlag van Nederland      | Rob de Groot          | Commercieel Directeur | 2022  |

## Eerste elftal

### Selectie
Bijgewerkt t/m 19 augustus 2025
| Nr.           | Nat.               | Naam                  | Sinds | Contract | Vorige club             |
| ------------- | ------------------ | --------------------- | ----- | -------- | ----------------------- |
| Keepers       |                    |                       |       |          |                         |
| 1             | Vlag van Nederland | Yanick van Osch       | 2024  | 2026     | SC Cambuur              |
| 13            | Vlag van Nederland | Xander Mulder         | 2025  | ama      | FC Den Bosch -21        |
| 16            | Vlag van Nederland | Mark Spenkelink       | 2025  | 2027     | TOP Oss                 |
| 31            | Vlag van Nederland | Luuk Vogels           | 2024  | 2026     | OJC Rosmalen            |
| Verdedigers   |                    |                       |       |          |                         |
| 2             | Vlag van Nederland | Bjarn Zorgdrager      | 2025  | 2027     | SC Cambuur -21          |
| 3             | Vlag van Curaçao   | Roshon van Eijma      | 2024  | 2026     | TOP Oss                 |
| 4             | Vlag van Nederland | Liam van Gelderen     | 2024  | 2027     | FC Groningen            |
| 5             | Vlag van Nederland | Juan Familia-Castillo | 2024  | 2026     | Chelsea -23             |
| 15            | Vlag van Nederland | Luuk Wouters          | 2020  | 2026     | Eigen Jeugd             |
| 33            | Vlag van Marokko   | Faissal Al Mazyani    | 2024  | 2027     | KRC Genk -18            |
| Middenvelders |                    |                       |       |          |                         |
| 6             | Vlag van Curaçao   | Godfried Roemeratoe   | 2023  | 2026     | Hapoel Tel Aviv         |
| 8             | Vlag van Frankrijk | Daouda Weidmann       | 2024  | 2028     | Paris Saint-Germain -19 |
| 14            | Vlag van België    | Chris Lokesa          | 2022  | 2026     | Anderlecht              |
| 20            | Vlag van Nederland | Harrie Kuster         | 2025  | huur     | FC Twente               |
| 21            | Vlag van Nederland | Marcel Schaapman      | 2025  | 2026     | SC Cambuur              |
| 22            | Vlag van Nederland | Tim van de Loo        | 2024  | 2028     | Telstar                 |
| 23            | Vlag van Nederland | Richard van der Venne | 2023  | 2026     | FC St. Gallen           |
| 25            | Vlag van Nederland | Melle Witteveen       | 2025  | 2026     | sc Heerenveen           |
| 27            | Vlag van Nederland | Jordi Altena          | 2025  | 2026     | De Treffers             |
| Aanvallers    |                    |                       |       |          |                         |
| 7             | Vlag van Nederland | Denilho Cleonise      | 2023  | 2026     | FC Twente               |
| 9             | Vlag van Nederland | Jesper Uneken         | 2025  | huur     | PSV                     |
| 11            | Vlag van Nederland | Tim van der Leij      | 2025  | 2028     | Vitesse                 |
| 17            | Vlag van Nederland | Roy Kuijpers          | 2025  | 2027     | NAC Breda               |
| 29            | Vlag van Nederland | Michiel Kramer        | 2021  | 2027     | ADO Den Haag            |

### Staf
Bijgewerkt t/m 20 juni 2025
| Nat.               | Naam              | Functie                           | Sinds | Contract | Vorige club         |
| ------------------ | ----------------- | --------------------------------- | ----- | -------- | ------------------- |
| Technische staf    |                   |                                   |       |          |                     |
| Vlag van Nederland | Sander Duits      | Hoofdtrainer                      | 2025  | 2027     | FC Twente           |
| Vlag van Nederland | Jordi Roelofsen   | Assistent-trainer                 | 2025  | 2026     | SC Cambuur -21      |
| Vlag van Nederland | Hans Mulder       | Assistent-trainer                 | 2024  | 2027     |                     |
| Vlag van Nederland | Bart Tinus        | Keeperstrainer                    | 2022  | 2026     | Nivo Sparta         |
| Medische staf      |                   |                                   |       |          |                     |
| Vlag van Nederland | Ramon van Haaren  | Sportverzorger                    | 2011  |          |                     |
| Vlag van Nederland | Tim Baijens       | Clubarts                          | 2019  |          |                     |
| Vlag van Nederland | Milo Janssen      | Fysiotherapeut                    |       |          |                     |
| Vlag van Nederland | Gerben Hartgers   | Fysiotherapeut                    | 2023  | 2026     |                     |
| Vlag van Nederland | Tim Arends        | Strength- en conditioningcoach    | 2024  |          |                     |
| Overige staf       |                   |                                   |       |          |                     |
| Vlag van Nederland | Bram van de Water | Sportwetenschapper / Data-analist | 2023  |          |                     |
| Vlag van Nederland | Michiel de Wit    | Conditionele data-analist         | 2023  |          |                     |
| Vlag van Nederland | Djordy de Nijs    | Materiaalman                      |       |          |                     |
| Vlag van Nederland | vacant            | Teammanager                       |       |          |                     |
| Vlag van Nederland | Marco Gentille    | Video analist                     | 2023  |          | Excelsior Rotterdam |

## Overzichtslijsten

### Competitieresultaten
- 1975 8e
Hoofdklasse
- 1976 2e
Hoofdklasse
- 1977 3e
Hoofdklasse
- 1978 2e
Hoofdklasse
- 1979 3e
Hoofdklasse
- 1980 3e
Hoofdklasse
- 1981 1e
Hoofdklasse
- 1982 1e
Hoofdklasse
- 1983 8e
Hoofdklasse
- 1984 4e
Hoofdklasse
- 1985 5e
Eerste divisie
- 1986 3e
Eerste divisie
- 1987 4e
Eerste divisie
- 1988 1e
Eerste divisie
- 1989 11e
Eredivisie
- 1990 8e
Eredivisie
- 1991 7e
Eredivisie
- 1992 10e
Eredivisie
- 1993 9e
Eredivisie
- 1994 16e
Eredivisie
- 1995 8e
Eredivisie
- 1996 11e
Eredivisie
- 1997 16e
Eredivisie
- 1998 16e
Eredivisie
- 1999 16e
Eredivisie
- 2000 11e
Eredivisie
- 2001 7e
Eredivisie
- 2002 8e
Eredivisie
- 2003 9e
Eredivisie
- 2004 11e
Eredivisie
- 2005 9e
Eredivisie
- 2006 12e
Eredivisie
- 2007 17e
Eredivisie
- 2008 2e
Eerste divisie
- 2009 2e
Eerste divisie
- 2010 18e
Eredivisie
- 2011 1e
Eerste divisie
- 2012 9e (7e)
Eredivisie
- 2013 14e
Eredivisie
- 2014 16e
Eredivisie
- 2015 20e
Eerste divisie
- 2016 18e
Eerste divisie
- 2017 10e
Eerste divisie
- 2018 18e
Eerste divisie
- 2019 8e
Eerste divisie
- 2020 18e
Eredivisie
- 2021 15e
Eredivisie
- 2022 10e
Eredivisie
- 2023 9e
Eredivisie
- 2024 15e
Eredivisie
- 2025 17e
Eredivisie

In elke staaf van de grafiek staat van boven naar beneden vermeld: 
- Eindnotering

Dit is de positie die de club heeft bereikt in de competitie, zonder eventuele beslissings-, play-off- of nacompetitiewedstrijden die nodig zijn geweest om bijvoorbeeld de kampioen van de competitie te bepalen.
Indien een * achter het getal staat is de notering een tussenstand en kan het zijn dat de notering niet overeenkomt met de uiteindelijke eindstand van de competitie.
Staat er een - dan is het seizoen nog bezig en is er geen definitieve uitslag bekend.
Staat er xx op de positie van de notering, dan heeft de club vroegtijdig de competitie verlaten. Dit kan onder andere komen door terugtrekking van het team, faillissement van de club of door een uitgedeelde straf van de KNVB. In veel gevallen staat elders in het artikel de reden vermeld.
Staat er een ? dan is het resultaat uit het verleden onbekend, en is alleen de competitie of het niveau bekend van dat seizoen.
In de seizoenen 2019/20 en 2020/21 werd wegens de coronacrisis het amateurvoetbal afgebroken. Daardoor kennen deze staven geen eindklassering (middels -- weergegeven).
- Competitieniveau en afdelingsletter of Officiële eindstand Eredivisie
  - Competitieniveau en afdelingsletter

Hierbij geeft het getal het niveau weer, dat ook terug te vinden is in de legenda. De letter is de afdelingsaanduiding en wordt gebruikt wanneer er meer afdelingen zijn op hetzelfde niveau. De afdelingsletter is altijd een hoofdletter en wordt meestal zonder nummer gebruikt.
Voorbeeld: 2F is niveau 2e klasse competitie F.
Het competitieniveau en nummer wordt niet vermeld wanneer er slechts één competitie van dit niveau was.
  - Officiële eindstand Eredivisie (getal staat tussen haakjes vermeld)

Sinds de introductie van play-offwedstrijden voor Europees voetbal na afloop van de reguliere competitie in 2005/06, is de KNVB verplicht een eindstand van de Eredivisie door te geven aan de UEFA aan de hand van deze play-offwedstrijden.
Bij deze eindstand staan clubs die zich hebben gekwalificeerd voor Europees voetbal hoger dan clubs die zich niet wisten te kwalificeren. Indien er geen verschil was tussen de eindnotering en de officiële eindstand, staat dit getal niet vermeld.

- Onderafdeling

Hier staat afgekort de naam van de onderafdeling indien de club in dat jaar in een onderafdeling uitkwam. Tevens staat deze afkorting in de legenda en wordt gelinkt naar het artikel over deze onderafdeling. Deze afkorting wordt alleen vermeld wanneer de club in het verleden in verschillende onderafdelingen heeft gespeeld. Deze vermelding is in de staaf altijd in kleine letters. Deze onderafdelingen zijn na het seizoen 1995/96 afgeschaft. Heeft de club in slechts één onderafdeling gespeeld, dan is dit alleen terug te vinden in de legenda.
Onder de staaf staat het jaartal vermeld waarin het seizoen is afgesloten. 15 verwijst naar het seizoen 2014/15 of eventueel het seizoen 1914/15.
Wanneer een staaf leeg is, zijn deze gegevens niet bekend. Het kan ook zijn dat de club dat seizoen niet heeft meegespeeld op het hogere amateurniveau, vroegtijdig de competitie heeft verlaten of uit de competitie is gezet.

In het seizoen 1944/45 was er wegens de Tweede Wereldoorlog geen regulier competitievoetbal.
- Eredivisie
- Eerste divisie
- Hoofdklasse

Naamsgeschiedenis
- 1940 – 1996: RKC
- 1996 – heden: RKC Waalwijk

- In 2020 volgde, ondanks de 18e plaats, geen degradatie in verband met het stopzetten van de competitie door het coronavirus.

### Seizoensoverzichten
| Resultaten van RKC Waalwijk sinds de toetreding in het betaald voetbal in 1984 | Resultaten van RKC Waalwijk sinds de toetreding in het betaald voetbal in 1984 | Resultaten van RKC Waalwijk sinds de toetreding in het betaald voetbal in 1984 | Resultaten van RKC Waalwijk sinds de toetreding in het betaald voetbal in 1984 | Resultaten van RKC Waalwijk sinds de toetreding in het betaald voetbal in 1984 | Resultaten van RKC Waalwijk sinds de toetreding in het betaald voetbal in 1984 | Resultaten van RKC Waalwijk sinds de toetreding in het betaald voetbal in 1984 | Resultaten van RKC Waalwijk sinds de toetreding in het betaald voetbal in 1984 | Resultaten van RKC Waalwijk sinds de toetreding in het betaald voetbal in 1984 | Resultaten van RKC Waalwijk sinds de toetreding in het betaald voetbal in 1984 | Resultaten van RKC Waalwijk sinds de toetreding in het betaald voetbal in 1984 | Resultaten van RKC Waalwijk sinds de toetreding in het betaald voetbal in 1984 | Resultaten van RKC Waalwijk sinds de toetreding in het betaald voetbal in 1984                                                            |
| Seizoen                                                                        | Competitie                                                                     | Competitie                                                                     | Competitie                                                                     | Competitie                                                                     | Competitie                                                                     | Competitie                                                                     | Competitie                                                                     | Competitie                                                                     | Competitie                                                                     | Kwalificatie                                                                   | KNVB Beker                                                                     | Bijzonderheid |
| Seizoen                                                                        | Divisie                                                                        | GW                                                                             | W                                                                              | G                                                                              | V                                                                              | PNT                                                                            | DV                                                                             | DT                                                                             | POS                                                                            | Kwalificatie                                                                   | KNVB Beker                                                                     | Bijzonderheid |
| ------------------------------------------------------------------------------ | ------------------------------------------------------------------------------ | ------------------------------------------------------------------------------ | ------------------------------------------------------------------------------ | ------------------------------------------------------------------------------ | ------------------------------------------------------------------------------ | ------------------------------------------------------------------------------ | ------------------------------------------------------------------------------ | ------------------------------------------------------------------------------ | ------------------------------------------------------------------------------ | ------------------------------------------------------------------------------ | ------------------------------------------------------------------------------ | --- |
| 1984/85                                                                        | Eerste divisie                                                                 | 34                                                                             | 16                                                                             | 12                                                                             | 6                                                                              | 44                                                                             | 63                                                                             | 40                                                                             | 5e                                                                             | Nacompetitie                                                                   | 1e ronde                                                                       | RKC treedt toe tot het betaald voetbal Promotiewedstrijden tegen De Graafschap (1–3 & 0–4), FC Den Haag (4–1 & 0–2) en N.E.C. (1–1 & 0–3) |
| 1985/86                                                                        | Eerste divisie                                                                 | 36                                                                             | 17                                                                             | 11                                                                             | 8                                                                              | 45                                                                             | 67                                                                             | 51                                                                             | 3e                                                                             | Nacompetitie                                                                   | 1e ronde                                                                       | Promotiewedstrijden tegen SC Veendam (1–2 & 2–3), Vitesse (5–1 & 2–3) en Willem II (0–2 & 2–2)                                            |
| 1986/87                                                                        | Eerste divisie                                                                 | 36                                                                             | 19                                                                             | 8                                                                              | 9                                                                              | 46                                                                             | 60                                                                             | 46                                                                             | 4e                                                                             | Nacompetitie                                                                   | 2e ronde                                                                       | Promotiewedstrijden tegen SC Cambuur (1–2 & 1–2), DS '79 (3–1 & 0–2) en N.E.C. (4–1 & 1–1)                                                |
| 1987/88                                                                        | Eerste divisie                                                                 | 36                                                                             | 31                                                                             | 3                                                                              | 2                                                                              | 65                                                                             | 10                                                                             | 30                                                                             | 1e                                                                             | Rechtstreekse promotie                                                         | Halve finale                                                                   | – |
| 1988/89                                                                        | Eredivisie                                                                     | 34                                                                             | 11                                                                             | 9                                                                              | 14                                                                             | 31                                                                             | 53                                                                             | 61                                                                             | 11e                                                                            | Intertoto Cup                                                                  | 2e ronde                                                                       | – |
| 1989/90                                                                        | Eredivisie                                                                     | 34                                                                             | 13                                                                             | 11                                                                             | 10                                                                             | 37                                                                             | 45                                                                             | 47                                                                             | 8e                                                                             | –                                                                              | 2e ronde                                                                       | – |
| 1990/91                                                                        | Eredivisie                                                                     | 34                                                                             | 11                                                                             | 13                                                                             | 10                                                                             | 35                                                                             | 51                                                                             | 49                                                                             | 7e                                                                             | –                                                                              | 2e ronde                                                                       | – |
| 1991/92                                                                        | Eredivisie                                                                     | 34                                                                             | 10                                                                             | 14                                                                             | 10                                                                             | 34                                                                             | 50                                                                             | 49                                                                             | 10e                                                                            | Intertoto Cup                                                                  | 3e ronde                                                                       | – |
| 1992/93                                                                        | Eredivisie                                                                     | 34                                                                             | 12                                                                             | 9                                                                              | 13                                                                             | 33                                                                             | 49                                                                             | 57                                                                             | 9e                                                                             | –                                                                              | 4e ronde                                                                       | – |
| 1993/94                                                                        | Eredivisie                                                                     | 34                                                                             | 8                                                                              | 9                                                                              | 17                                                                             | 25                                                                             | 38                                                                             | 56                                                                             | 16e                                                                            | Nacompetitie                                                                   | Kwartfinale                                                                    | Degradatiewedstrijden tegen FC Den Haag (5–0 & 1–2), AZ (4–1 & 0–0) en Telstar (4–2 & 0–2)                                                |
| 1994/95                                                                        | Eredivisie                                                                     | 34                                                                             | 11                                                                             | 11                                                                             | 12                                                                             | 33                                                                             | 46                                                                             | 49                                                                             | 8e                                                                             | –                                                                              | 2e ronde                                                                       | – |
| 1995/96                                                                        | Eredivisie                                                                     | 34                                                                             | 11                                                                             | 11                                                                             | 12                                                                             | 44                                                                             | 44                                                                             | 44                                                                             | 11e                                                                            | –                                                                              | 2e ronde                                                                       | – |
| 1996/97                                                                        | Eredivisie                                                                     | 34                                                                             | 9                                                                              | 7                                                                              | 18                                                                             | 34                                                                             | 39                                                                             | 61                                                                             | 16e                                                                            | Nacompetitie                                                                   | Achtste finale                                                                 | Naamsverandering naar RKC Waalwijk Degradatiewedstrijden tegen ADO Den Haag (4–0 & 2–1), FC Emmen (2–0 & 5–4) en FC Zwolle (6– & 0–1)     |
| 1997/98                                                                        | Eredivisie                                                                     | 34                                                                             | 8                                                                              | 9                                                                              | 17                                                                             | 31                                                                             | 48                                                                             | 71                                                                             | 16e                                                                            | Nacompetitie                                                                   | 2e ronde                                                                       | Degradatiewedstrijden tegen ADO Den Haag (0–0 & 3–0), Eindhoven (5–0 & 1–0) en FC Emmen (3–2 & 3–3)                                       |
| 1998/99                                                                        | Eredivisie                                                                     | 34                                                                             | 6                                                                              | 9                                                                              | 19                                                                             | 27                                                                             | 41                                                                             | 62                                                                             | 16e                                                                            | Nacompetitie                                                                   | 2e ronde                                                                       | Degradatiewedstrijden tegen Dordrecht '90 (2–1 & 2–0), FC Emmen (4–2 & 1–0) en FC Zwolle (2–0 & 0–0)                                      |
| 1999/00                                                                        | Eredivisie                                                                     | 34                                                                             | 12                                                                             | 9                                                                              | 16                                                                             | 42                                                                             | 44                                                                             | 67                                                                             | 11e                                                                            | UEFA Intertoto Cup                                                             | Kwartfinale                                                                    | – |
| 2000/01                                                                        | Eredivisie                                                                     | 34                                                                             | 16                                                                             | 11                                                                             | 7                                                                              | 59                                                                             | 48                                                                             | 36                                                                             | 7e                                                                             | UEFA Intertoto Cup                                                             | 2e ronde                                                                       | – |
| 2001/02                                                                        | Eredivisie                                                                     | 34                                                                             | 14                                                                             | 6                                                                              | 14                                                                             | 48                                                                             | 49                                                                             | 44                                                                             | 8e                                                                             | –                                                                              | Achtste finale                                                                 | – |
| 2002/03                                                                        | Eredivisie                                                                     | 34                                                                             | 14                                                                             | 4                                                                              | 16                                                                             | 46                                                                             | 44                                                                             | 51                                                                             | 9e                                                                             | –                                                                              | 3e ronde                                                                       | – |
| 2003/04                                                                        | Eredivisie                                                                     | 34                                                                             | 10                                                                             | 10                                                                             | 14                                                                             | 40                                                                             | 47                                                                             | 55                                                                             | 11e                                                                            | –                                                                              | Achtste finale                                                                 | – |
| 2004/05                                                                        | Eredivisie                                                                     | 34                                                                             | 13                                                                             | 8                                                                              | 13                                                                             | 47                                                                             | 44                                                                             | 51                                                                             | 9e                                                                             | –                                                                              | Achtste finale                                                                 | – |
| 2005/06                                                                        | Eredivisie                                                                     | 34                                                                             | 11                                                                             | 6                                                                              | 17                                                                             | 39                                                                             | 48                                                                             | 58                                                                             | 12e                                                                            | Play-offs voor InterToto Cup                                                   | 3e ronde                                                                       | Wedstrijden tegen Vitesse (4–4 & 0–2) |
| 2006/07                                                                        | Eredivisie                                                                     | 34                                                                             | 6                                                                              | 9                                                                              | 19                                                                             | 27                                                                             | 33                                                                             | 60                                                                             | 17e                                                                            | Nacompetitie                                                                   | Halve finale                                                                   | Degradatiewedstrijden tegen FC Dordrecht (0–2 & 2–0), VVV-Venlo (0–2 & 1–0)                                                               |
| 2007/08                                                                        | Eerste divisie                                                                 | 38                                                                             | 22                                                                             | 11                                                                             | 5                                                                              | 77                                                                             | 84                                                                             | 44                                                                             | 2e                                                                             | Nacompetitie                                                                   | Achtste finale                                                                 | Promotiewedstrijden tegen MVV (0–1 & 2–0), ADO Den Haag (1–1 & 2–2)                                                                       |
| 2008/09                                                                        | Eerste divisie                                                                 | 38                                                                             | 18                                                                             | 17                                                                             | 3                                                                              | 71                                                                             | 68                                                                             | 31                                                                             | 2e                                                                             | Nacompetitie                                                                   | 3e ronde                                                                       | Promotiewedstrijden tegen Excelsior (2–1 & 1–1), De Graafschap (2–0 & 1–2)                                                                |
| 2009/10                                                                        | Eredivisie                                                                     | 34                                                                             | 5                                                                              | 0                                                                              | 29                                                                             | 15                                                                             | 30                                                                             | 80                                                                             | 18e                                                                            | Rechtstreekse degradatie                                                       | 2e ronde                                                                       | – |
| 2010/11                                                                        | Eerste divisie                                                                 | 34                                                                             | 22                                                                             | 7                                                                              | 5                                                                              | 73                                                                             | 85                                                                             | 40                                                                             | 1e                                                                             | Rechtstreekse promotie                                                         | Halve finale                                                                   | – |
| 2011/12                                                                        | Eredivisie                                                                     | 34                                                                             | 13                                                                             | 6                                                                              | 15                                                                             | 45                                                                             | 40                                                                             | 49                                                                             | 9e                                                                             | Play-offs Europa League                                                        | Kwartfinale                                                                    | Wedstrijden tegen FC Twente (1–1 & 1–0) en Vitesse (1–3 & 1–2)                                                                            |
| 2012/13                                                                        | Eredivisie                                                                     | 34                                                                             | 9                                                                              | 10                                                                             | 15                                                                             | 37                                                                             | 39                                                                             | 48                                                                             | 14e                                                                            | –                                                                              | 3e ronde                                                                       | – |
| 2013/14                                                                        | Eredivisie                                                                     | 34                                                                             | 7                                                                              | 11                                                                             | 16                                                                             | 32                                                                             | 44                                                                             | 64                                                                             | 16e                                                                            | Nacompetitie                                                                   | 2e ronde                                                                       | Degradatiewedstrijden tegen De Graafschap (1–0 & 1–1), Excelsior (0–2 & 2–2)                                                              |
| 2014/15                                                                        | Eerste divisie                                                                 | 38                                                                             | 7                                                                              | 8                                                                              | 23                                                                             | 29                                                                             | 39                                                                             | 82                                                                             | 20e                                                                            | –                                                                              | 2e ronde                                                                       | – |
| 2015/16                                                                        | Eerste divisie                                                                 | 36                                                                             | 7                                                                              | 11                                                                             | 18                                                                             | 32                                                                             | 41                                                                             | 66                                                                             | 18e                                                                            | –                                                                              | 2e ronde                                                                       | – |
| 2016/17                                                                        | Eerste divisie                                                                 | 38                                                                             | 15                                                                             | 9                                                                              | 14                                                                             | 43                                                                             | 62                                                                             | 70                                                                             | 10e                                                                            | Nacompetitie                                                                   | 2e ronde                                                                       | Promotiewedstrijden tegen FC Emmen (1–5 & 1–0)                                                                                            |
| 2017/18                                                                        | Eerste divisie                                                                 | 38                                                                             | 8                                                                              | 13                                                                             | 17                                                                             | 37                                                                             | 37                                                                             | 61                                                                             | 18e                                                                            | –                                                                              | Achtste finale                                                                 | – |
| 2018/19                                                                        | Eerste divisie                                                                 | 38                                                                             | 18                                                                             | 5                                                                              | 15                                                                             | 59                                                                             | 69                                                                             | 57                                                                             | 8e                                                                             | Nacompetitie                                                                   | Achtste finale                                                                 | Promotiewedstrijden tegen N.E.C. (0–2 & 3–0), Excelsior (2–1 & 1–1) en Go Ahead Eagles (0–0 & 5–4)                                        |
| 2019/20                                                                        | Eredivisie                                                                     | 26                                                                             | 4                                                                              | 3                                                                              | 19                                                                             | 15                                                                             | 27                                                                             | 60                                                                             | 18e                                                                            | –                                                                              | 1e ronde                                                                       | Door de coronacrisis is competitie niet afgemaakt. De tussenstand na 26 speelrondes werd de eindstand                                     |
| 2020/21                                                                        | Eredivisie                                                                     | 34                                                                             | 7                                                                              | 9                                                                              | 18                                                                             | 30                                                                             | 33                                                                             | 55                                                                             | 15e                                                                            | –                                                                              | 1e ronde                                                                       | – |
| 2021/22                                                                        | Eredivisie                                                                     | 34                                                                             | 9                                                                              | 11                                                                             | 14                                                                             | 38                                                                             | 40                                                                             | 51                                                                             | 10e                                                                            | –                                                                              | Kwartfinale                                                                    | |
| 2022/23                                                                        | Eredivisie                                                                     | 34                                                                             | 11                                                                             | 8                                                                              | 15                                                                             | 64                                                                             | 41                                                                             | 50                                                                             | 9e                                                                             | –                                                                              | 1e ronde                                                                       | |
| 2023/24                                                                        | Eredivisie                                                                     | 34                                                                             | 7                                                                              | 8                                                                              | 19                                                                             | 56                                                                             | 29                                                                             | 38                                                                             | 15e                                                                            | –                                                                              | 1e ronde                                                                       | – |
| 2024/25                                                                        | Eredivisie                                                                     | 34                                                                             | 6                                                                              | 7                                                                              | 21                                                                             | 25                                                                             | 44                                                                             | 74                                                                             | 17e                                                                            | –                                                                              | Achtste finale                                                                 | Rechtstreekse degradatie |

### In Europa
#Q = #voorronde, #R = #ronde, Groep = groepsfase, 1/8 = achtste finale, 1/4 = kwartfinale, PUC = punten UEFA coëfficiënten 
| Seizoen | Competitie    | Ronde | Land                                    | Club               | Score    | PUC |
| ------- | ------------- | ----- | --------------------------------------- | ------------------ | -------- | --- |
| 1989    | Intertoto Cup | GR    | Vlag van Duitsland                      | Kaiserslautern     | 1–1, 2–2 |     |
|         |               | GR    | Vlag van Oostenrijk                     | First Vienna FC    | 3–4, 2–4 |     |
|         |               | GR    | Vlag van Duitse Democratische Republiek | FC Carl Zeiss Jena | 2–0, 1–0 |     |
| 1992    | Intertoto Cup | GR    | Vlag van Frankrijk                      | SM Caen            | 1–0, 0–2 |     |
|         |               | GR    | Vlag van Denemarken                     | Lyngby BK          | 1–1, 0–2 |     |
|         |               | GR    | Vlag van Duitsland                      | Schalke 04         | 2–3, 2–4 |     |
| 2000    | Intertoto Cup | 3R    | Vlag van Engeland                       | Bradford City      | 0–2, 0–1 |     |
| 2001    | Intertoto Cup | 3R    | Vlag van Duitsland                      | 1860 München       | 1–2, 1–3 |     |

### Topscorers
- 1984/85:  Ad van de Wiel (14)
- 1985/86:  Peter van Velzen (28)
- 1986/87:  John Lammers (11)
- 1987/88:  Ad van de Wiel (34)
- 1988/89:  Ad van de Wiel (14)
- 1989/90:  André Hoekstra (12)
- 1990/91:  Marco Boogers (14)
- 1991/92:  Harry Decheiver (19)
- 1992/93:  Marco Boogers (17)
- 1993/94:  Marco Boogers (11)
- 1994/95:  Harry Decheiver (9)
- 1995/96:  Željko Petrović (9)
- 1996/97:  Clyde Wijnhard (10)
- 1997/98:  Patrick van Diemen (8)
000000 :  Anders Nielsen (8)
- 1998/99:  Rick Hoogendorp (9)
- 1999/00:  Rick Hoogendorp (9)
- 2000/01:  Rick Hoogendorp (17)
- 2001/02:  Rick Hoogendorp (13)
- 2002/03:  Rick Hoogendorp (16)
- 2003/04:  Iwan Redan (8)
- 2004/05:  Rick Hoogendorp (12)
- 2005/06:  Rick Hoogendorp (12)
- 2006/07:  Tim Janssen (10)
- 2007/08:  Luwamo Garcia (15)
- 2008/09:  Fred Benson (13)
- 2009/10:  Derk Boerrigter (10)
- 2010/11:  Donny de Groot (20)
- 2011/12:  Rick ten Voorde (9)
- 2012/13:  Teddy Chevalier (8)
- 2013/14:  Romeo Castelen (6)
000000 :  Sander Duits (6)
000000 :  Aurélien Joachim (6)
- 2014/15:  Malcolm Esajas (6)
- 2015/16:  Pieter Langedijk (8)
000000 :  Arsenio Valpoort (8)
- 2016/17:  Pieter Langedijk (17)
- 2017/18:  Dylan Seys (8)
- 2018/19:  Emil Hansson (12)
000000 :  Dylan Seys (12)
- 2019/20:  Clint Leemans (4)
- 2020/21:  Cyril Ngonge (5)
000000 :  Finn Stokkers (5)
- 2021/22:  Michiel Kramer (11)
- 2022/23:  Michiel Kramer (12)
- 2023/24:  David Min (10)
- 2024/25:  Oskar Zawada (9)

### Trainers
- 1968–1971:  Wim Klaassen
- 197?–1974:  Piet Hendriks
- 1974–1980:  Jan Remmers
- 1980–1982:  Jos Wap
- 1983–1984:  Rien de Leur
- 1983–1984:  Kees Vermunt
- 1984–1986:  Leen Looijen
- 1986–1988:  Leo van Veen
- 1988–1989:  Ger Blok
- 1989–1993:  Leo van Veen
- 199300000:  Hans Verèl
- 1994–1995:  Bert Jacobs
- 1995–1996:  Leo van Veen
- 199600000:  Cees van Kooten
- 1996–1997:  Bert Jacobs
- 1997–1998:  Peter Boeve
- 1998–2004:  Martin Jol
- 2004–2005:  Erwin Koeman
- 2005–2006:  Adrie Koster
- 2006–2007:  Mark Wotte
- 2007–2008:  Željko Petrović
- 2008–2012:  Ruud Brood
- 2012–2014:  Erwin Koeman
- 2014–2015:  Martin Koopman
- 2015–2017:  Peter van den Berg
- 000002018:  Hans de Koning
- 2018–2021:  Fred Grim
- 2021–2023:  Joseph Oosting
- 2023–2025:  Henk Fraser
- 2025–0000:  Sander Duits